# غلام‌گردش
به راهرو باز یا سرپوشیده دورادور عمارت‌ها و بناهای بزرگ غلام‌گردش، غلام‌گرد یا مردگرد می‌گویند. این راهرو معمولا به صورت ایوان سرپوشیده است.
به راهرویی که بین دو فضا قرار می‌گیرد و به هر دوی آن‌ها راه دارد هم غلام‌گردش می‌گویند.
کاربرد اصلی راهرو ایوان‌مانند دور خانه و کاخ، یا همان غلام‌گردش، برای عبور خدم و حشم بوده و کارهای مربوط به تدارکات در آن انجام می‌گرفته است، تا درب اتاق‌ها و تالارها کمتر باز شده و اندرونی خانه از چشم «نامحرمان» در امان بماند. غلام‌گردش‌های ستون‌دار و سرپوشیده همچنین مانند محافظی در جلوی دیوار اصلی عمارت عمل می‌کرده‌اند.

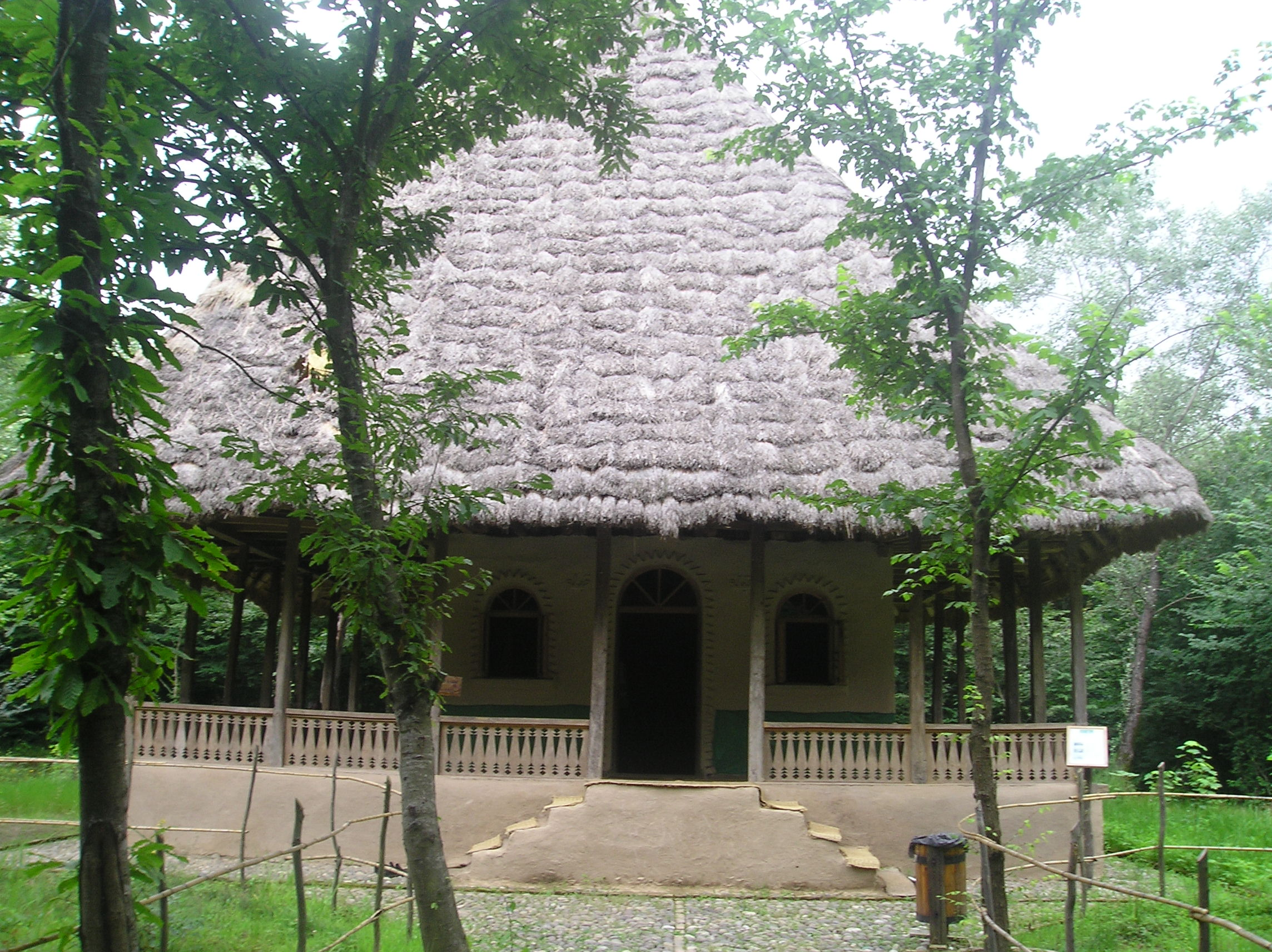
غلام‌گردش در یک خانهٔ گیلانی در موزه میراث روستایی گیلان

غلام‌گردش‌ها از ارکان مهم در معماری روستایی گیلان هستند. در خانه‌های گیلانی یک غلام‌گرد مانند ایوانی در سرتاسر محیط ساختمان قرار می‌گیرد و بام را تا جلوی غلام‌گرد ادامه می‌دهند. به این ترتیب بام مانند چتری گسترده روی کل ساختمان و ایوان است. هم چنین از سمتی که باد غالب می‌وزد و باران از آن ناحیه به بدنهٔ ساختمان برخورد می‌کند، بام را تا ارتفاع پایین‌تری ادامه می‌دهند. به این صورت با ایجاد غلام‌گرد و پوشش بالای آن هم دیوارها محافظت می‌شوند هم یک فضای مناسب که در سایه قرار دارد و هوا در اطراف آن می‌تواند جریان یابد، برای ساکنان به‌وجود می‌آید.

## در معماری غربی

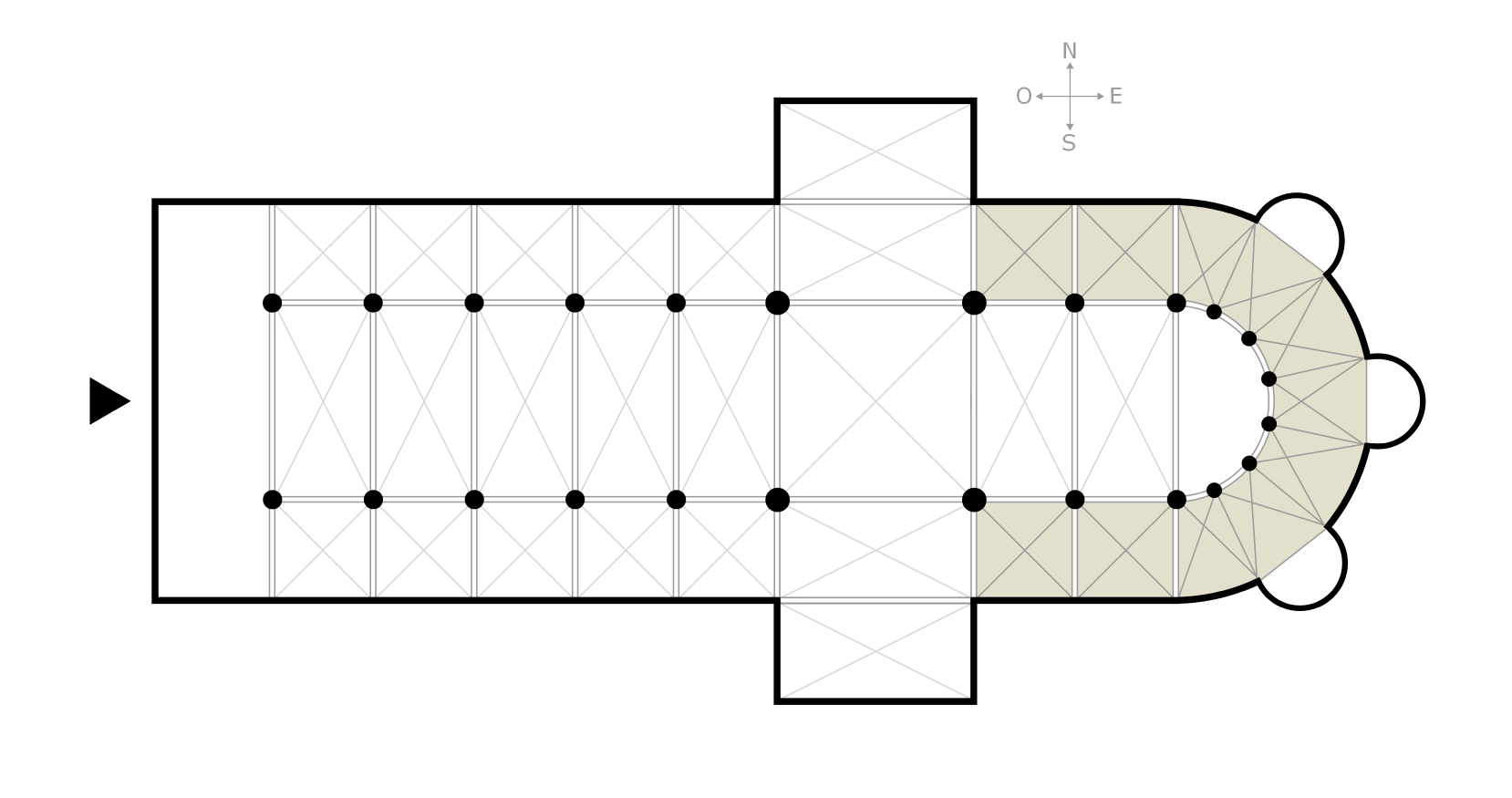
محل قرارگیری غلام‌گردش در یک کلیسای جامع فرضی

در معماری اروپایی به غلام‌گردش ambulatory می‌گویند. این واژه که مأخوذ از لاتین است به معنای «مکان راه‌رفتن» (به لاتین: ambolutorium) است. در این معماری، غلام‌گردش یا دور حیاط مرکزی قرار می‌گیرد یا در کلیساهای جامع یا نمازخانه‌های بزرگ پشت قربان‌گاه قرار می‌گیرد. نخستین غلام‌گردش اروپایی در قرن ۱۱ در فرانسه ساخته شد و تا قرن ۱۳ به انگلستان رسید و باعث شد تا بسیاری از کلیساهایی انگلیسی برای اضافه شدن غلام‌گردش گسترش پیدا کنند. واژهٔ «ambulatory» برای فضای ایوان‌شکل خانه‌باغ‌های انگلیسی هم استفاده می‌شود.

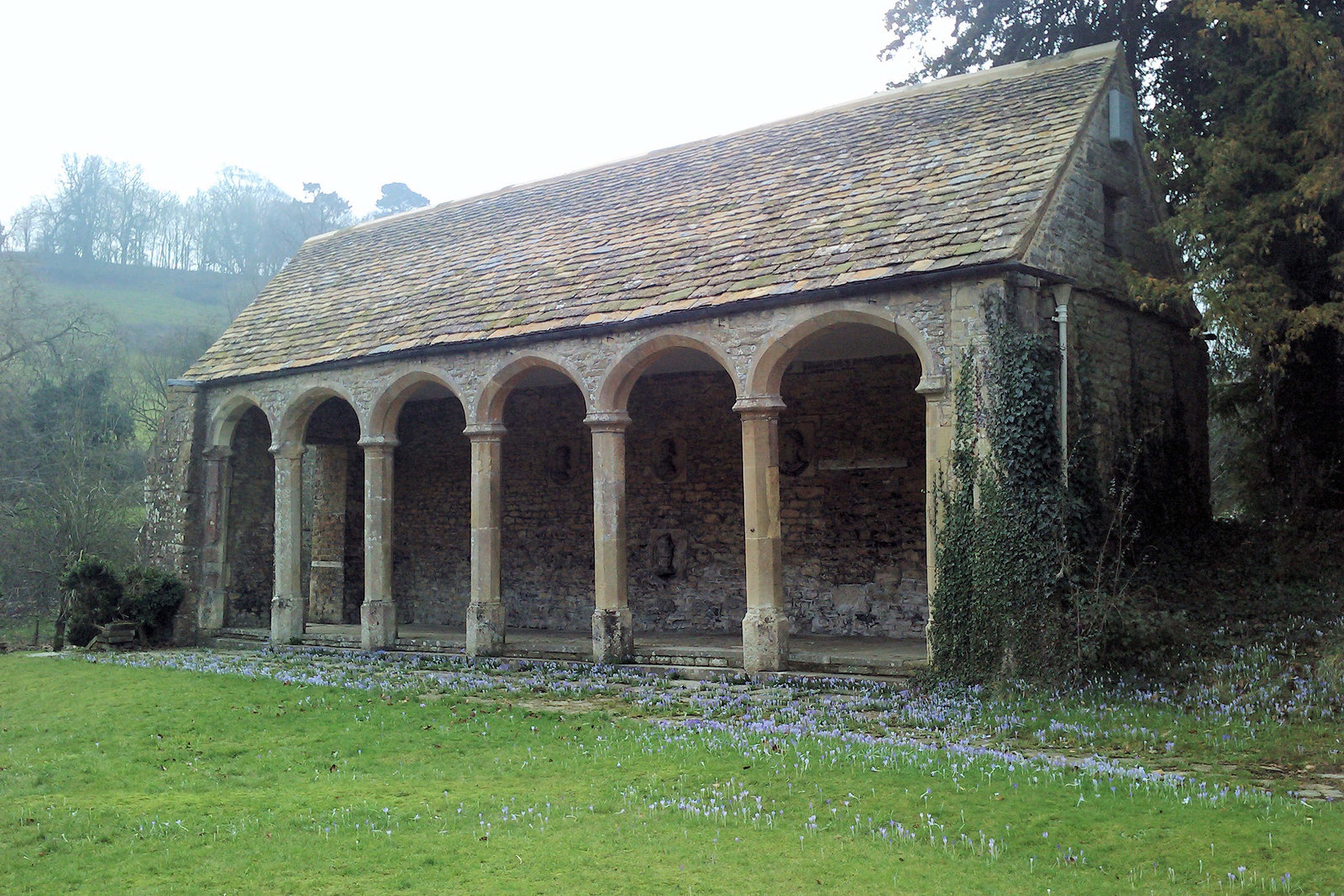
غلام‌گردش در خانه‌باغ هورتون کورت، انگلستان

در معماری هندی و بودایی در ساخت استوپاها، معابد و مقابر، الگوی غلام‌گردش دیده می‌شود. گاهی بنایی چندین با غلام‌گردش احاطه می‌شود.